# Acmaeoderoides stramineus
Acmaeoderoides stramineus är en skalbaggsart som beskrevs av Nelson 1968. Acmaeoderoides stramineus ingår i släktet Acmaeoderoides och familjen praktbaggar. Inga underarter finns listade i Catalogue of Life.